# Aliens vs. Predator
Aliens vs. Predator ist ein Ego-Shooter, der von Rebellion entwickelt wurde, die schon für das 1994 erschienene Atari Jaguar und 1999 erschienene Spiel Aliens versus Predator für PC verantwortlich zeichneten. Es stellt ein Reboot innerhalb der Spielereihe Aliens versus Predator dar.

## Handlung
Eine Minen-Kolonie der Weyland-Yutani Corporation findet auf dem Planeten BG-386 eine mysteriöse, altertümliche Pyramide, auf der außerirdische Lebensformen eingraviert sind. Beim Öffnen der Tore kommt es zu einem Stromausfall auf dem gesamten Planeten.

## Spielprinzip
In drei Kampagnen kann der Spieler in die Rolle eines Colonial Marine, Alien oder Predator schlüpfen. Die individuelle Handlung der Kampagne ist unterschiedlich, folgt jedoch einem übergeordneten Handlungsstrang. Im Mehrspieler gibt es unterschiedliche Spielmodi:
- Survivor: vier Marines kämpfen gegen Wellen von angreifenden Aliens
- Predator Hunt: ein Spieler ist der Predator. Tötet er einen Marine, so erhält er zusätzliche Punkte und Spielzeit. Tötet ein Marine den Predator, so nimmt er dessen Rolle ein
- Infestation: ähnlich wie Predator Hunt, nur wenn ein Alien einen Marine tötet, so spawnt dieser als Alien
- Deathmatch und Variationen von Team Death Match mit gemischten Rassen oder Rasse gegen Rasse
- Domination

## Zensur
In Australien erhielt das Spiel keine Freigabe. In Deutschland wurde das Spiel erst gar nicht veröffentlicht, da von vornherein klar war, dass das Abtrennen von Körperteilen und Ragdoll-Verhalten von Leichnamen durch die Einstufer nicht geduldet wird. Eine entschärfte Version sei für die Spieler nicht zumutbar.

## Rezeption
Der Sound sorge an den meisten Stellen für die passende Stimmung. Grafisch sei das Spiel nicht besonders interessant. Das Leveldesign sei langweilig, Texturen sehr niedrig aufgelöst. Animationen wirken steif und eintönig. Die Trophy Kills seien äußerst roh und furchtbar gewalttätig. Im Mehrspieler gefalle lediglich der Survival Modus. An Aliens versus Predator von 1999 oder den Nachfolger Aliens versus Predator 2 komme das Spiel nicht heran. Das Spiel sei zwar spannend, aber die Angst und Panik, die der Vorgänger geschürt hat, komme überhaupt nicht mehr auf und verliere damit seinen Reiz.
Aliens vs. Predator zählte zu den sich am schnellsten verkaufenden Spielen im Jahr 2010.